# Stachyanthus donisii
Stachyanthus donisii är en tvåhjärtbladig växtart som först beskrevs av Raymond Boutique, och fick sitt nu gällande namn av Raymond Boutique. Stachyanthus donisii ingår i släktet Stachyanthus och familjen Icacinaceae. Inga underarter finns listade i Catalogue of Life.